# Velostrada
De Velostrada is een (snel)fietsroute in de provincie Zuid-Holland die Den Haag en Leiden verbindt via Voorburg, Leidschendam en Voorschoten. De route volgt spoorweg de Oude Lijn tussen Den Haag en Leiden. De deels gerealiseerde route begint bij station Den Haag Mariahoeve en eindigt bij station De Vink in Leiden. De Velostrada wordt gefaseerd verlengd tot aan station Hollands Spoor in de Haagse Stationsbuurt.
Werkzaamheden aan de Velostrada zijn gestart in 2010, samen met de snelfietsroute Via 44 tussen Den Haag en Leiden via Wassenaar. Op 15 mei 2013 werden beide snelfietsroutes officieel in gebruik genomen. De huidige Velostrada is ongeveer 10 km lang.
De Velostrada is bedoeld als een alternatief voor de auto op de drukke A4 en N447. Op de gedeeltes die als snelfietsroute zijn ingericht, steeg het aantal fietsers met 50% tot 75%. In 2019 werd de Velostrada getest door de ANWB. De testers waren positief over de omgeving, gevoel van sociale veiligheid en dat fietsers bijna overal voorrang krijgen. Als minpunten werden onder andere genoemd de bewegwijzering en herkenbaarheid van de route (de naam Velostrada komt ter plekke nergens terug), obstakels/sloten langs de weg en te smalle breedte van de fietspaden.

## Route
De Velostrada begint bij station Den Haag Mariahoeve op de grens tussen Den Haag en Voorburg. Vanaf hier loopt de route ten zuidoosten van het spoor tot het Oude Veenpad, waar de Velostrada onder het spoor gaat. Bij de Horst en Voordelaan gaat de Velostrada opnieuw onder het spoor. Vanaf de Horstlaan loopt de Velostrada grotendeels recht langs het spoor tot station Voorschoten en eindigt verderop bij station De Vink in Leiden.

## Verlengde Velostrada
In 2016 werd een overeenkomst over de eerste fase van de verlenging van de Velostrada bereikt tussen het Ministerie van Infrastructuur & Milieu, de provincie Zuid-Holland, Metropoolregio Rotterdam Den Haag (MRDH) en de gemeentes Den Haag en Leidschendam-Voorburg. Er werd besloten om gefaseerd vanaf station Den Haag Mariahoeve en vanaf station Hollands Spoor naar elkaar toe te werken. In 2018 en 2019 zijn de straten Appelgaarde, Populierendreef en Schipholboog in Voorburg ingericht als fietsstraat.
Het exacte tracé van de verlengde Velostrada tot aan station Holland Spoor is nog niet bekend. Enkele onderdelen zijn in de planningsfase. Tussen de huidige Velostrada en de Populierendreef ligt de kruising met de Hofzichtlaan. Voor het eventueel aanpassen van deze kruising zijn de provincie, de MRDH en de gemeente Leidschendam-Voorburg met elkaar in overleg. Een verbinding tussen de Schipholboog en Nicolaas Beetslaan in Voorburg zal sporen van de RandstadRail doorkruisen. Hiervoor zijn nog geen concrete plannen. Hierna loopt de verlengde Velostrada langs het station Den Haag Laan van NOI via de Van Alphenstraat. Daarna zal de verlengde Velostrada de A12 en de spoorlijn Gouda - Den Haag doorkruisen. Ook hiervoor zijn nog geen concrete plannen. Voor het traject tussen de Brinkhorstlaan en station Hollands Spoor is een fietsbrug over de Haagse Trekvliet gepland.